# Granma
«Гра́нма» (исп. Granma) — кубинская ежедневная газета, официальный печатный орган Центрального комитета Коммунистической партии Кубы.
Создана в октябре 1965 года путём слияния газет «Сегодня» (с исп. — «Ноу») и «Революсьон» (исп. Revolución) и получила название в честь яхты «Гранма», на которой Фидель Кастро со своими бойцами высадился на Кубе в декабре 1956 года.
Существует также международное издание газеты — еженедельник на английском, французском, немецком, итальянском и португальском языках.